# De Cope
De Cope is een gebouw in Utrecht dat zich kenmerkt door de unieke samensmelting tussen de parkeergarage en de kantoorruimten. Het gebouw bestaat uit totaal circa 3.400 m² verhuurbaar vloeroppervlak
en een kantoorruimte verdeeld over 5 bouwlagen. Ook biedt het gebouw 460 parkeerplaatsen. Het gebouw is onderdeel van kantorenpark Papendorp.
In november 2022 werd het kantoorgebouw verhuurd aan accountants- en belastingadvieskantoor Baker Tilly.

## Architectuur
Het ontwerp bestaat uit twee abstracte delen die onderling verbonden zijn met een oversteek. De verschillende parkeerlagen in het gebouw worden door twee wokkels ontsloten. De parkeergarage is gescheiden van de drie kantoorlagen op de drie bovenste verdiepingen. De gevels zijn bekleed met holle en geperforeerde composietplaten met een goudkleurige coating.